# Landgoed Schothorst
Landgoed Schothorst is een landgoed in de Utrechtse gemeente Amersfoort. Het landgoed ligt naast de Amersfoortse wijk Schothorst en maakt deel uit van Stadspark Schothorst.

## Geschiedenis

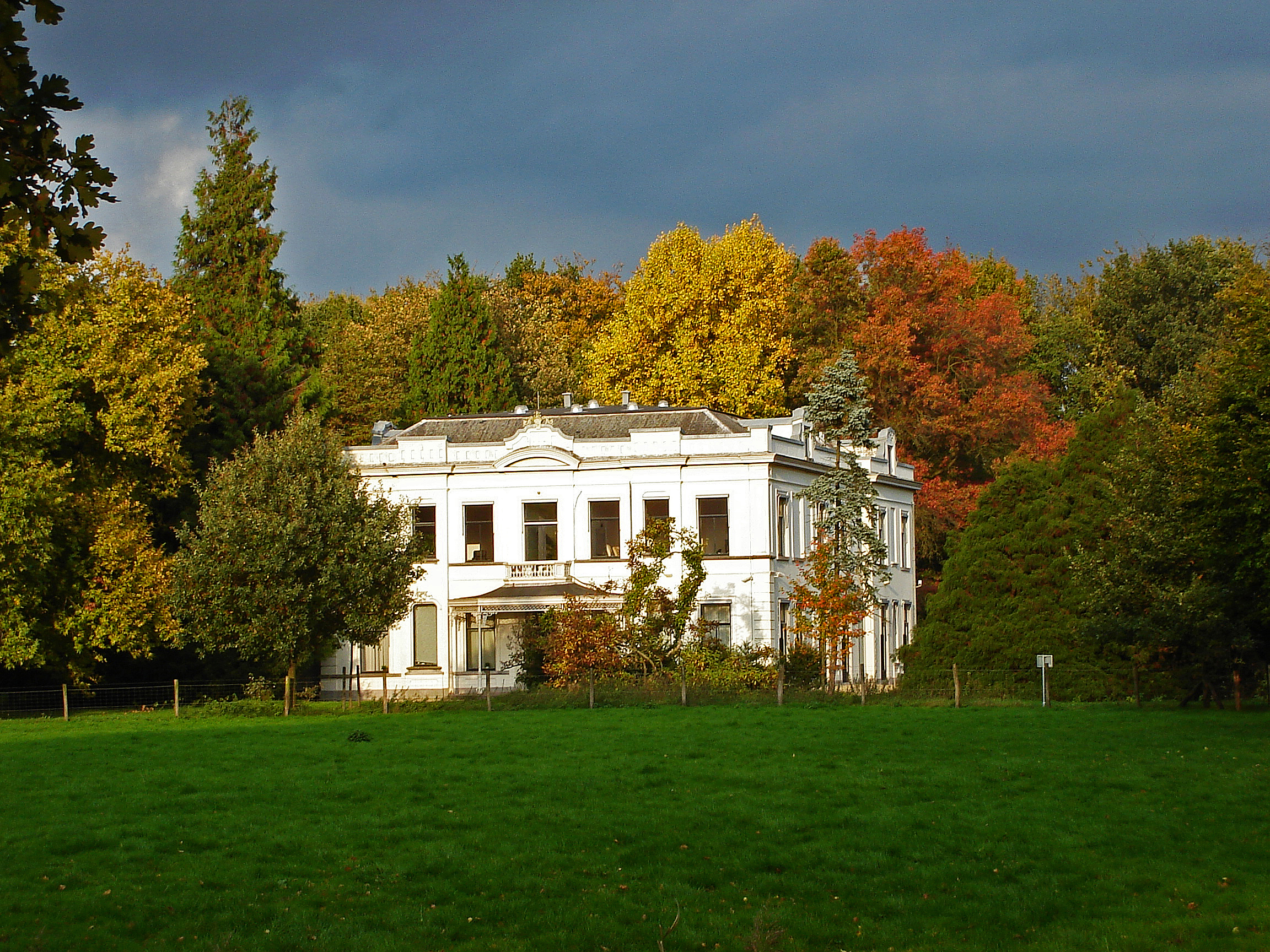
Landhuis Schothorst op het gelijknamige landgoed

Reeds vanaf de periode rond 1600 stond er op de plek van het huidige landgoed Schothorst al een boerderij, die later met bijgebouwen is uitgebreid en in 1780 tot de buitenplaats Schothorst is gesticht. In 1846 stond het inmiddels aangeduid als heerlijkheid en vier jaar later kwam het landgoed in handen van de familie Verloren van Themaat. Tussen 1861 en 1876 werden de tuinen en het landhuis aangepast naar een ontwerp van tuinarchitect Samuel van Lunteren, inclusief een uitbreiding met koetshuis en oranjerie. 
In 1938 werd het landgoed verkocht aan het Nederlandsche Landbouwcomité van Coöperatieve Aankoopverenigingen dat er een instituut huisvestte. In de jaren zeventig presenteerde de gemeente Amersfoort het nieuwe bestemmingsplan Schothorst: 20 hectare werd bebouwd met huizen, 20 hectare werd ingericht als sport- en recreatieterrein en 20 hectare bleef ongewijzigd: het huidige landgoed Schothorst. In 1974 kocht de gemeente daarom het landgoed de gronden en opstallen van de boerderij aan. In de jaren negentig werd vervolgens het stadspark aangelegd; het landhuis werd door de gemeente gebruikt als kantoorruimte. 
In 2016 werd in het landhuis Het Groene Huis geopend als nieuw onderkomen van het Centrum voor Natuur en Milieu Educatie (CNME). Ook is er een bezoekerscentrum gevestigd waar informatie over landgoed Schothorst en de natuur in en om Amersfoort wordt gegeven en waar vanuit activiteiten worden georganiseerd. 

## Middeleeuws erf

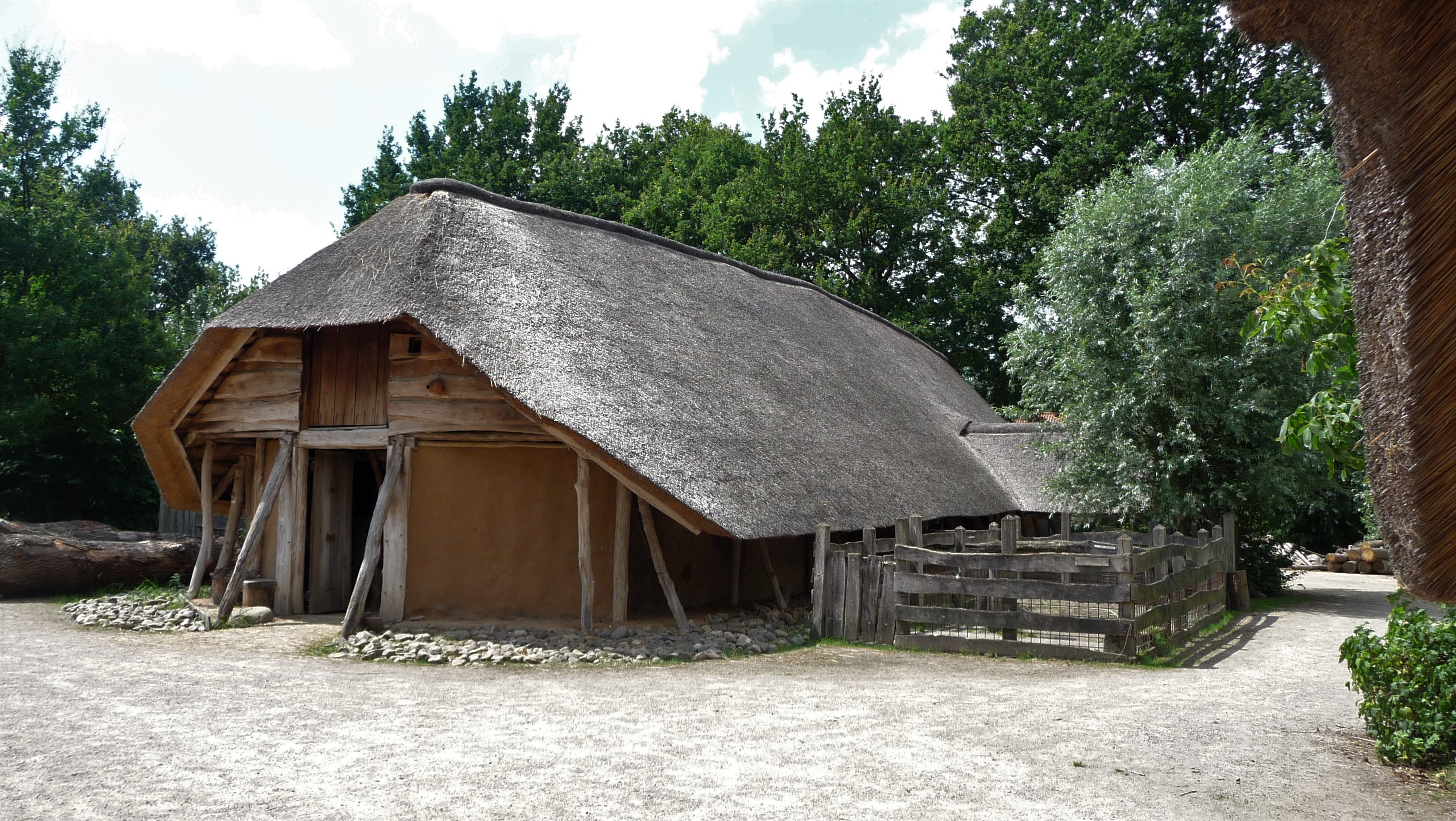
Middeleeuws erf “De Bergkamp”

Op landgoed Schothorst ligt middeleeuws erf “De Bergkamp”. Op basis van opgravingen in Wijk bij Duurstede is een reconstructie gemaakt van een boerenerf met de gebouwen, gewassen en mensen uit de vroege middeleeuwen. Op het erf en in de wei lopen schapen (het Veluws heideschaap), geiten (de Nederlandse landgeit), kunekune varkens en kippen rond. Diverse televisie- en filmopnames zijn op het landgoed en in het bijzonder het middeleeuws erf gemaakt, waaronder De middeleeuwen en Het verhaal van Nederland.

## Galerij

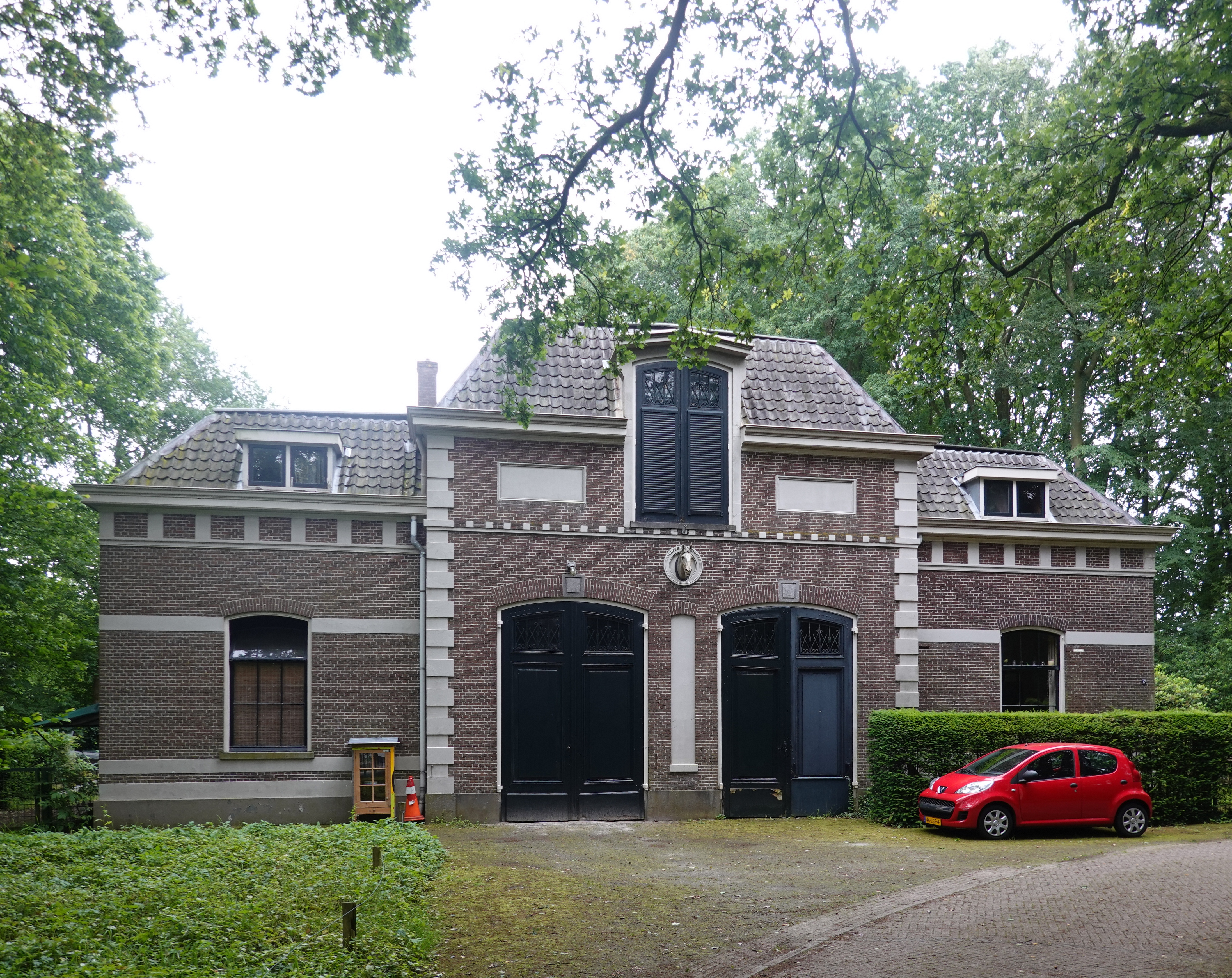
Het koetshuis uit 1871
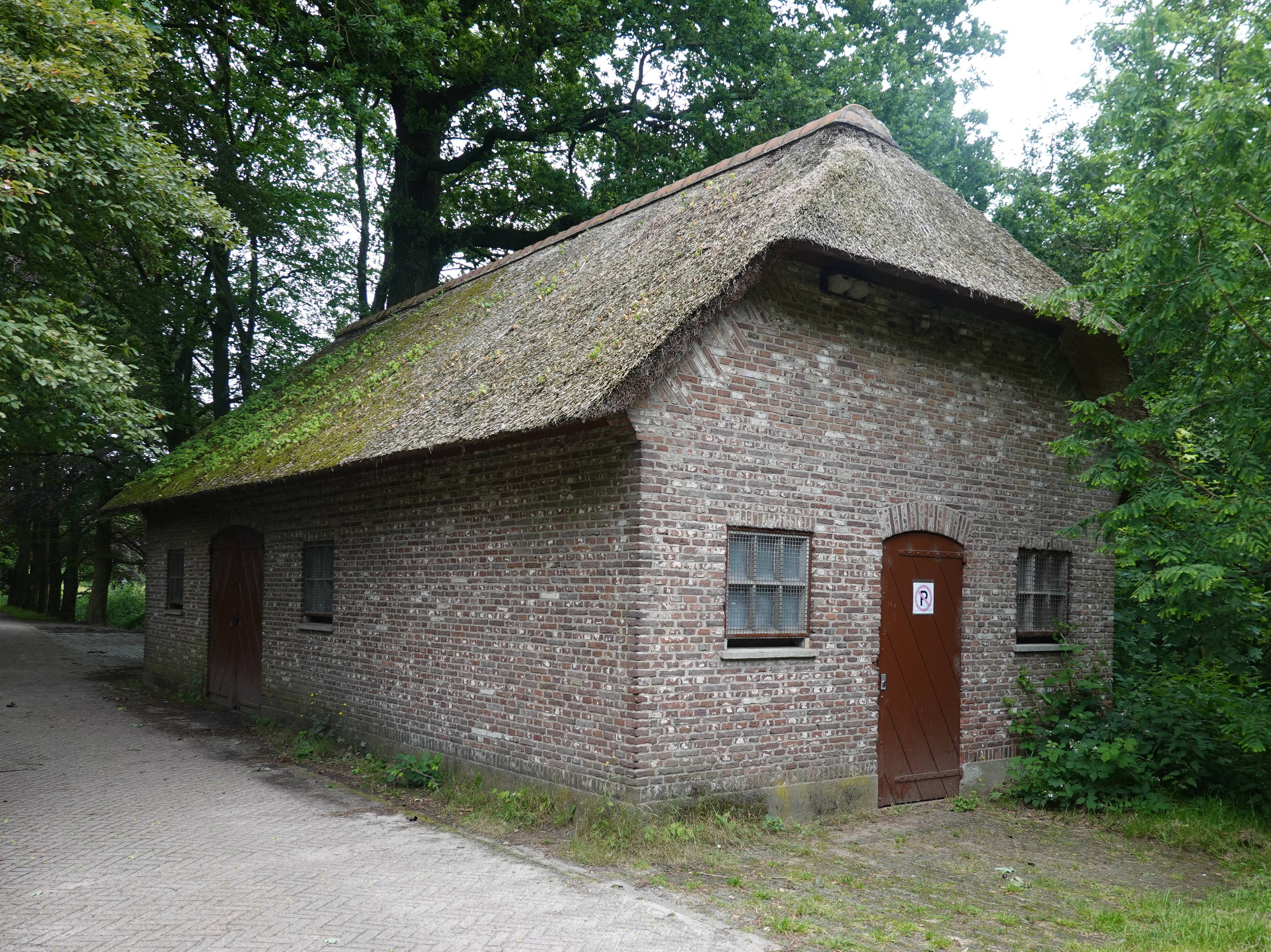
De schapenstal, nog als zodanig in gebruik
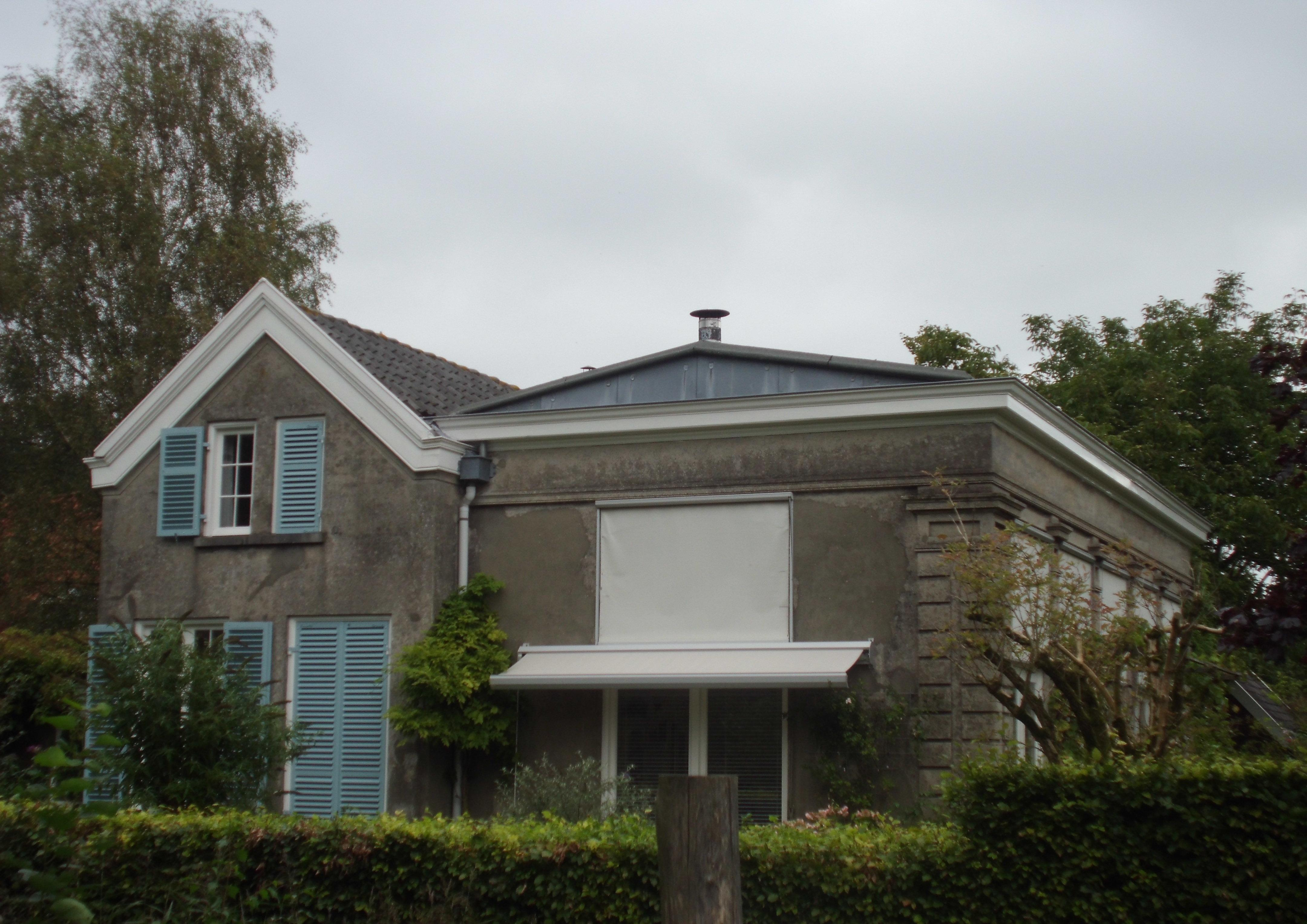
De orangerie, gebouwd tussen 1861 en 1876
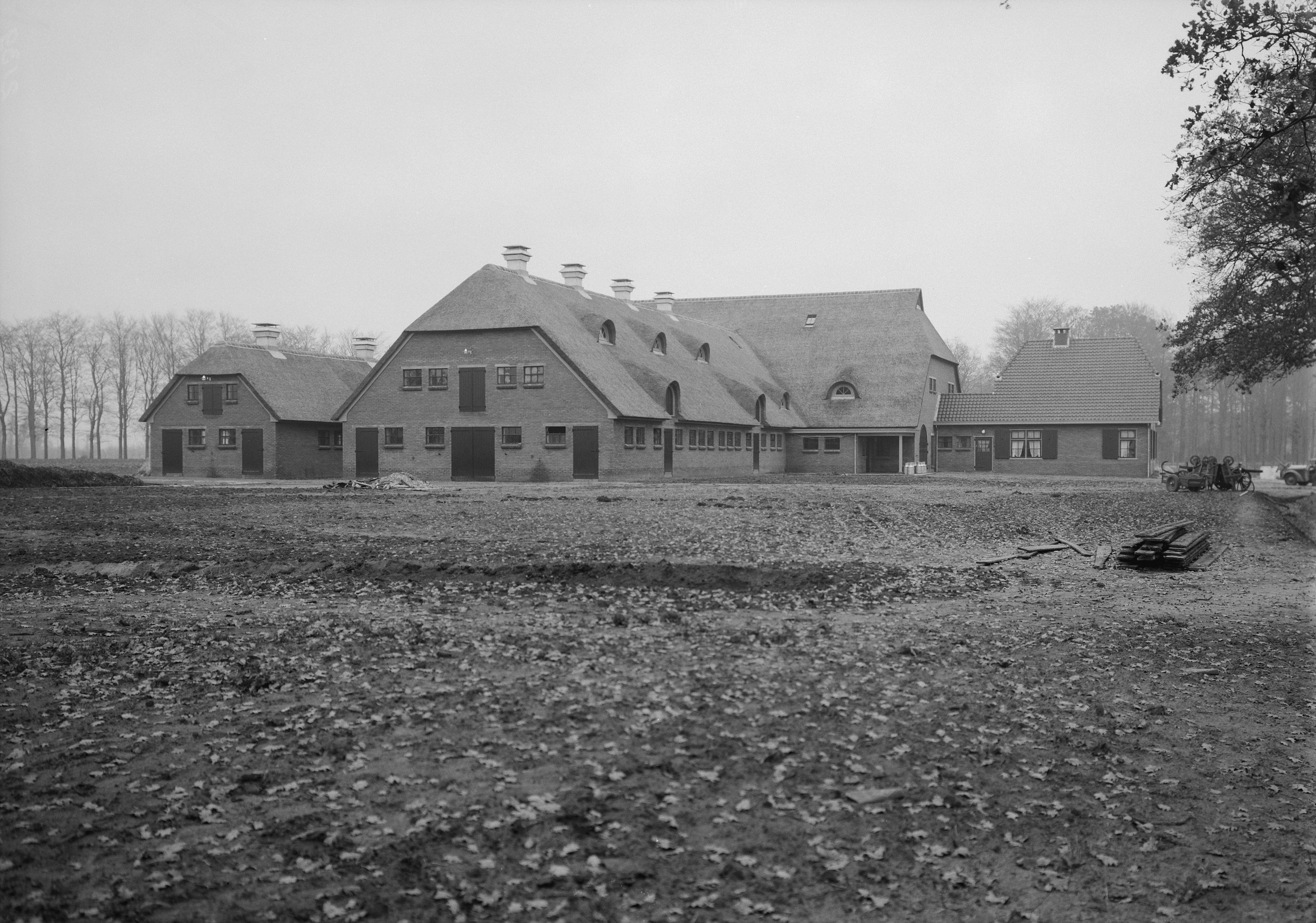
De voormalige boerderij De Schothorst te Hoogland bij Amersfoort (1939)